# Бундзі Сакіта
Бундзі Сакіта (崎田 文二, Сакіта Бундзі , 1930 — 31 серпня 2002) — японо-американський фізик-теоретик, який зробив важливий внесок у квантову теорію поля , теорію суперструн та відкрив суперсиметрію в 1971 році. Він був відомим професором фізики в Міському коледжі Нью-Йорка . 

## Ранні роки
Бундзі Сакіта народився в Японії в 1930 році в префектурі Тояма . Він отримав ступінь бакалавра в Університеті Канадзави в 1953 році. Потім він працював у науовій групі Сакати в Нагійському університеті, де в 1956 році отримав ступінь магістра. Він був серед обраної групи японських студентів, відібраних Робертом Маршаком для навчання в аспірантурі Рочестерського університету . У Рочестері Сакіта працював з професором Чарльзом Гебелем і отримав ступінь доктора філософії в 1959 році. Він обійняв посаду постдокторанта та професора в Університеті Вісконсин-Медісон . На початку своєї роботи у Вісконсині та протягом року, проведеного в Аргоннській національній лабораторії, він розробив симетрію SU(6) нерелятивістської моделі кварків, узагальнюючи супермультиплетну симетрію Вігнера, що поєднує спін та ізоспін .
У 1967 році, під час візиту до Ізраїлю, він дізнався про модель подвійного резонансу, і його подальші дослідження у Вісконсинському університеті значною мірою була присвячена цій ідеї. Разом з Гебелем він отримав узагальнення на випадок багатьох частинок амплітуди Венеціано . У роботі з Кейдзі Кіккава, М. A. Вірасоро та інших, він розглядав проблему унітарності дуальних амплітуд, створивши формалізм дуальних діаграм, аналогічний діаграмам Фейнмана, для обчислення петельних амплітуд. У роботі, виконаній разом з К.С. Хсуе, М. А. Вірасоро та, зокрема, разом з Жан-Лу Жерве, Сакіта розробили функціональний формалізм для цих обчислень, в якому з'явилось природним чином з підсумовування по ріманових поверхнях .

## Суперсиметрія
У 1971 році Жан-Лу Жерве та Бунджі Сакіта у статті під назвою «Інтерпретація теорії поля суперкалібрувальників у дуальних моделях» показали бозонно-ферміонну симетрію ферміонної теорії струн, вивівши першу лінійну суперсиметричну дію. У сучасній термінології лагранжіан Жерве-Сакіти відповідає локальній суперконформній симетрії. Робота Весса та Зуміно 1973 року розширила двовимірну суперсиметрію, відкриту в теорії струн, до чотиривимірних теорій поля з просторово-часовою суперсиметрією. (Різні версії суперсиметрії були відкриті двома радянськими фізиками, Ю. А. Гольфандом та Є. П. Ліхтманом трохи раніше; це ну було відомо фізикам за межами СРСР.)
У 1970 році Роберт Маршак став президентом Міського коледжу Нью-Йорка. Сакіта переїхав туди як заслужений професор, щоб долучитись до стрімкого розвитку програми фізики та очолити Групу з фізики високих енергій. Було створено потужну науову команду з першокласними роботами в багатьох галузях, таких як теорія струн, суперсиметрія, феноменологія частинок та інші.

## Сакіта та CCNY
Сакіта був винятковим наставником, який підтримував тісні робочі стосунки з багатьма своїми учнями, до яких ставився як до рівних. Багато студентів та наукових співробітників CCNY цього часу згодом зробили блискучі наукові кар’єри. На знак визнання його численних заслуг, у 1970 році він отримав стипендію Гуггенхайма, а в 1974 році — меморіальну премією Нішіни в Японії.

## Смерть
Він помер 31 серпня 2002 року в Японії після тривалої боротьби з раком. Після нього залишилися діти Маріко Сакіта, Марк Мозесон і Таро Сакіта, онуки Еван, Сара та Кайла Мозесон.
1. ↑  Freebase Data Dumps — Google.
2. ↑  http://www.ncbi.nlm.nih.gov/pubmed/18257832
3. ↑  http://www.cdjapan.co.jp/product/NEOBK-1762393
4. ↑  http://onlinelibrary.wiley.com/doi/10.1111/j.0303-6987.2005.00313.x/full
5. 1 2  Математичний генеалогічний проєкт — 1997.

## Зовнішні посилання
- Банджі Сакіта (1930-2002)
- Бундзі Сакіта(англ.) у проєкті «Математична генеалогія».